# Chalybeothemis chini
Chalybeothemis chini är en trollsländeart som beskrevs av Dow, Choong och Orr 2007. Chalybeothemis chini ingår i släktet Chalybeothemis och familjen segeltrollsländor. Inga underarter finns listade i Catalogue of Life.